# 陶一珊
陶一珊（1906年—1978年3月5日），江蘇江寧人，中華民國陸軍少將、國民黨政治人物；曾任淞滬警備部稽查處處長，二戰期間參與情報工作，任「中美特種技術合作所」第二訓練班副主任；國民政府遷台後出任台灣省警務處長兼任台灣省警察學校校長，後任臺灣省政府顧問。1978年在台北病逝。

## 生平
陶一珊自5歲開始接受教育，後入東南大學預科、中央大學，因立志從軍後轉往中央陸軍官校，黃埔第六期畢業，後於國民革命軍第一軍服務。二戰時擔任情報工作嶄露頭角，隨國民黨遷臺後，當選國民黨第七屆候補中央委員。
1949年7月，蔣中正推動情治機構改革，召集會議成立「政治行動委員會」的任務編組，蔣中正指定蔣經國、唐縱、陶一珊等人為委員。
1950年4月，陶一珊擔任台灣省警務處長。同年台灣省保安司令部針對湯守仁政治叛亂案初期採懷柔措施，當時陶一珊對此不以為然，認為湯守仁「既為匪諜份子……發掘湯守仁被捕後，必將有反應……為防未然，計擬於阿里山、達邦、新美等三處各派駐軍隊一連，藉資鎮壓警戒」。
1952年4月，陶一珊轉發台灣省保安司令部公文，通令各縣市警察局徹底調查民間樂（劇）團使用之日本軍樂歌譜，嚴格禁止、取締，並規定改吹奏愛國歌曲。
1953年，陶一珊卸下警務處長一職。
1962年7月，在尹仲容倡導下，與汪竹一、鮑亦榮、辜振甫、王永慶、林挺生、嚴慶齡、吳舜文、黃烈火、熊啟放等人成立中華工商經貿科技發展協會，並擔任首任理事長；1969年改由其子陶鴻傑接任其職。

## 家庭
兒子陶大偉為台灣電視節目主持人；孫子陶喆為台灣創作男歌手、音樂製作人。

## 軼事
在葉翔之之子捲款潛逃後，1979年5月1日，蔣經國在日記寫道：「我用了兩個敗類，一個是葉某（指葉翔之），一個是陶一珊」。。